# Crocus angustifolius
Crocus angustifolius es una especie de planta fanerógama del género Crocus perteneciente a la familia de las Iridaceae. Es originaria de Crimea

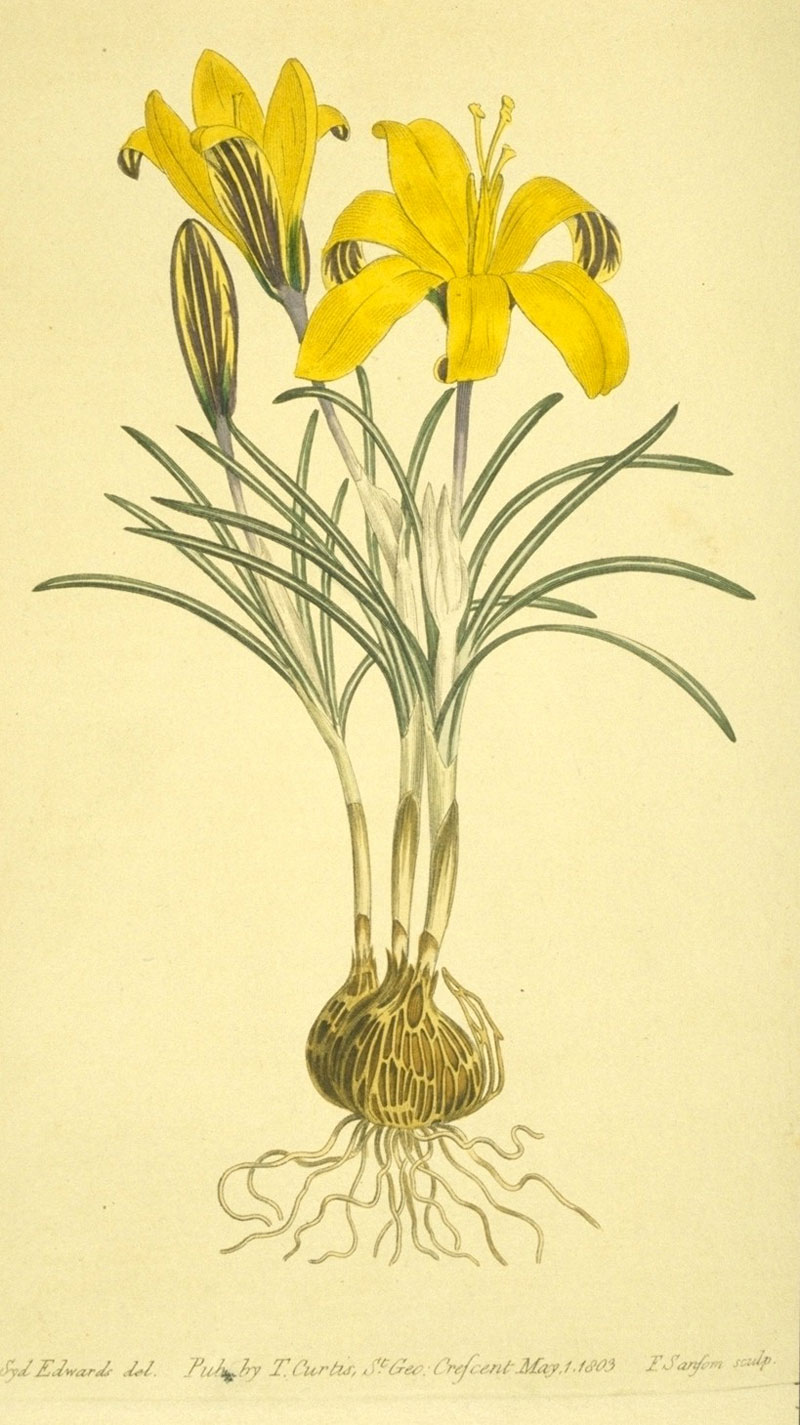
Ilustración

## Descripción
Crocus angustifolius tiene un cormo perenne que alcanza un tamaño de 5 cm de alto y ancho. Las hojas similares al pasto son estrechas con franja central de plata y aparecen a finales de invierno o principios de primavera. Les siguen las flores de color amarillo brillante que son fragantes con manchas marrón en los pétalos exteriores.

## Distribución
Crocus angustifolius,  es normalmente más de color amarillo dorado y algunas veces se cultiva bajo el sinónimo de Crocus susianus. La especie es de Crimea donde crece en las laderas, en matorrales y bosques de enebro y florece en primavera.

## Taxonomía
Crocus angustifolius fue descrita por Richard Weston y publicado en Bot. Univ. 2: 238. 1771.
Etimología
Crocus: nombre genérico que deriva de la palabra griega:
κρόκος ( krokos ). Esta, a su vez, es probablemente una palabra tomada de una lengua semítica, relacionada con el hebreo כרכום karkom, arameo ܟܟܘܪܟܟܡܡܐ kurkama y árabe كركم kurkum, lo que significa " azafrán "( Crocus sativus ), "azafrán amarillo" o la cúrcuma (ver Curcuma). La palabra en última instancia se remonta al sánscrito kunkumam (कुङ्कुमं) para "azafrán" a menos que sea en sí mismo descendiente de la palabra semita.
angustifolius: epíteto latíno que significa "con las hojas estrechas".
Sinonimia
- Crocus fulvus Pall. ex Haw.
- Crocus reticulatus var. aureus Trautv.
- Crocus reticulatus var. reflexus Herb.
- Crocus revolutus Haw.
- Crocus roegnerianus K.Koch
- Crocus susianus Ker Gawl.
- Crocus versicolor var. caucasicus Herb.	[6][7]